# 臨泉県
臨泉県（りんせん-けん）は、中華人民共和国安徽省阜陽市に位置する県。

## 歴史
臨泉県の古称は沈であり、周初には武王の息子である成王が沈地に封じられ沈子国を建国している。前506年、沈子国は蔡により滅ぼされ、その後蔡も楚により滅ぼされて以降は楚の版図に編入され平輿邑とされた。
秦朝による中国統一が達成されると郡県制が嗜好され、臨泉県には平輿県が設置された。漢代になると現在の鮦城鎮に鮦陽県（後漢では鮦陽侯国）が新設され、汝南郡の管轄とされた。南北朝時代になると南朝と北朝の最前線となった臨泉地区では平輿・鮦陽の両県は廃止された。
隋朝が成立すると州県制が施行され、583年（開皇3年）に沈丘県を新設、また鮦陽県が再設置され信州（後に潁州）の管轄とされた。618年（武徳元年）、唐朝は臨泉県南東部に高塘県を新設したが624年（武徳7年）に廃止されている。また627年（貞観元年）には沈丘・鮦陽の両県も廃止、706年（神龍2年）に沈丘県が再設置され元代まで沿襲された。
明初、臨泉地区東部に相当する沈丘県は沈丘鎮に降格し鳳陽府潁州の管轄とされた。西部に相当する姜寨・瓦店・鮦城は汝寧府に属した。清朝成立直後は沈丘鎮は江南省に属したが、1667年（康熙6年）に安徽省が成立すると、沈丘鎮は阜陽県の管轄とされた。
1935年（民国24年）、臨泉県が成立、国共内戦期間中は1947年（民国36年）10月に共産党の実効支配地域になり臨泉市、臨泉県、泉陽県及び泉南県と変遷し、1949年（民国38年）2月に臨泉県とされ現在に至る。

## 行政区画
- 街道:城関街道、邢塘街道、田橋街道、城東街道、城南街道
- 鎮:楊橋鎮、鮦城鎮、譚棚鎮、老集鎮、滑集鎮、呂寨鎮、単橋鎮、長官鎮、宋集鎮、張新鎮、艾亭鎮、陳集鎮、韋寨鎮、迎仙鎮、瓦店鎮、姜寨鎮、廟岔鎮、黄嶺鎮、白廟鎮、関廟鎮、高塘鎮
- 郷:土陂郷、陶老郷